# Kvantová teorie pole
Kvantová teorie pole je obecný teoretický rámec pro popis fyzikálních systémů s mnoha interagujícími částicemi. Umožňuje vytvořit kvantově-mechanický model zvoleného fyzikálního pole, který je konzistentní s kvantovou fyzikou a zároveň speciální teorií relativity. Používá se v částicové fyzice a fyzice pevných látek. Je potřeba zejména v situacích, kdy se počet částic v systému může měnit – částice vznikají a zanikají. Také standardní model je formulován jako relativistická kvantová teorie pole.

## Princip
Zjednodušeně je kvantová teorie pole teorií o všeprostupující hladině potenciálu ve formě kvantového pole a o tom, že částice jsou zvlněními na tomto poli. Tvrzení, že „hmota má částicovou a vlnovou povahu“ je zde redukováno na „hmota má vlnovou povahu“. Částicová povaha hmoty je zde pak vysvětlována jako výrazný výkyv hladiny energie oproti okolní hladině. Každý fermion má vlastní kvantové pole (např. elektrony mají elektronové pole) a jsou představovány vlnami tohoto pole. Dalšími příklady kvantových polí je elektromagnetické (fotony) nebo právě velmi zkoumané Higgsovo pole (Higgsovy bosony).

## Historie
Kvantová mechanika narážela na dva zásadní problémy. Je totiž:
1. mechanikou s konečným a předem daným počtem stupňů volnosti. Není tedy možné uvažovat proměnlivé množství částic (př. radioaktivní rozpady).
2. neslučitelná se speciální relativitou. Záleží na pořadí operátorů souřadnice a generátorů Lorentzovy transformace. Důsledkem toho je neudržitelnost pojmu lokalizovaného stavu v Lorentzovsky kovariantních teoriích, což v důsledcích vede k interpretačním těžkostem u Diracovy a Kleinovy–Gordonovy rovnice (Kleinův paradox, třaslavý pohyb apod.).

Kvantová teorie pole oba tyto problémy řeší. Od začátku je budována pro systémy s nekonečným počtem stupňů volnosti, kde není nutné, aby v daném stavu byl počet částic pevně daný. Na druhý problém v teorii pole také nenarážíme, poněvadž v ní prostorová souřadnice vystupuje spolu s časem jako parametr, nikoliv jako dynamická proměnná, jak je tomu v kvantové mechanice. Tím umožňuje přirozeně zahrnout speciální teorii relativity a vyhnout se přitom problému s interpretací lokalizovaných stavů.
Korektním zahrnutím teorie relativity je dosaženo přesnějšího popisu procesů, kdy kinetická energie některých z částic je srovnatelná s jejich klidovou energií či vyšší. Ve třicátých letech 20. století se jednalo především o β-rozpad neutronu (kvůli uvolněnému lehkému neutrinu) a pochopitelně všech procesů s fotony. Relativistická kvantová teorie pole se proto rozvinula velmi záhy v podobě Fermiho teorie β-rozpadu (1934) a později kvantové elektrodynamiky (konec 40. let), k jejímž hlavním autorům patří P. Dirac, F. Dyson, J. Schwinger, R. Feynman a Š. Tomonaga.
Zásadním problémem v poruchové formulaci teorie pole byl výskyt nekonečných koeficientů ve vyšších korekcích k základní aproximaci. Řešením se ukázala být procedura zvaná renormalizace, která odstraňuje nekonečné hodnoty pomocí předefinování fyzikálních konstant vystupujících v rovnicích, jako jsou náboje či hmotnosti částic. Ačkoliv matematická konzistence této procedury není zcela uspokojivá, vede k velmi dobré shodě s experimentem a stala se nedílnou součástí současné kvantové teorie. Mnoho fyziků, mj. Dirac a Feynman, vyjadřovalo ovšem nespokojenost s takovým stavem a dodnes renormalizace zůstává jedním z „nejdivnějších“ míst současné fyziky.
Renormalizace je (v užším smyslu) aplikovatelná jen na určitou třídu teorií, zvaných renormalizovatelné. Renormalizovatelnost je užitečným kritériem pro rozhodování, zda určitá teorie pole je přípustná pro popis v přírodě se vyskytujících procesů. Nerenormalizovatelnost staré Fermiho teorie vedla k předpovědi objevu existence intermediálních bosonů W a Z a posléze ke sjednocení elektrodynamiky a teorie slabých interakcí do jednotné teorie elektroslabých interakcí.
Vývoj teorie silných interakcí (jež jsou zodpovědné za síly držící dohromady hadrony a atomová jádra) byl složitější, především kvůli nepřebernému množství nově objevených hadronů v padesátých a šedesátých letech. Určitou dobu dokonce převažoval mezi fyziky názor, že kvantová teorie pole není v zásadě nutná pro popis částicových experimentů a předpovědi byly získávány vyšetřováním analytických vlastností S-matice. Teorie pole zažila návrat koncem šedesátých let po objevu kvarkového modelu a asymptotické volnosti, což vedlo k ustavení kvantové chromodynamiky jako hlavní teorie silných interakcí. Za objev asymptotické volnosti byla udělena F. Wilczekovi, D. Grossovi a H. D. Politzerovi Nobelova cena za rok 2004.